# ノンパラメトリック手法
ノンパラメトリック（英: non-parametric）な手法とは、統計学において、少数のパラメータ（母数: 母集団を規定する量）で表現されるモデルや確率分布を使用する物をパラメトリックな手法と呼ぶが、そうで無い手法をノンパラメトリックな手法という。回帰・分類・密度推定・仮説検定などそれぞれの統計学の分野でノンパラメトリックな手法がある。ノンパラメトリック検定は、特定のパラメトリックな確率分布に依存しない仮説検定 (distribution-free test) である。

## 適用と目的
ノンパラメトリック手法は順序尺度、例えばレストランの人気ランキングなどを分析する際によく使われる。ランキングは順序を表してはいるものの、具体的な数値（比率尺度や間隔尺度）は提供しない尺度水準である。尺度水準という点で、ノンパラメトリック手法は順序尺度に基づくものである。データの順序尺度に基づいてソートした結果があれば、経験累積分布関数を作ることができ、ノンパラメトリック検定ではそれを利用する。
ノンパラメトリック手法はパラメトリック手法と比べて、母集団の分布などの前提を必要としない。そのためノンパラメトリック手法は広きにわたり適用できる（汎用性がある）。事前に詳しい事が解っていないデータや、社会科学や心理学におけるアンケート調査の分析などにおいて、ノンパラメトリック手法は広く使用されている。
ノンパラメトリック検定は、対応するパラメトリック検定（もし前提条件が満たされていれば）と比べて「パワー」が弱い。つまりパラメトリック検定と同じ「信頼」を得ようとした場合、ノンパラメトリック手法ではより多くの標本数を要することになる。パラメトリックとノンパラメトリックには、頑強性と効率性の間でのトレードオフが生じている訳である。ただし、例えば正規分布の場合、最善はパラメトリック検定のt検定であるが、ノンパラメトリック検定のウィルコクソンの符号順位検定を用いても、必要なデータ数は {\displaystyle \pi /3} = 約1.05 倍であり、5%程度多めに標本が必要なだけである。
生態学などにおいて少数の標本しか調査できない場合など、ノンパラメトリック分析が多く使われる。ただし、パラメトリックの代替手法としてノンパラメトリック手法を使用した場合、根本的な帰無仮説が全く異なることに注意しなければならない。例えば独立二群のt検定の帰無仮説はμ1＝μ2であるのに対し、それに対応するマン・ホイットニーのU検定ではP(xi>yj)=0.5である。

## 各種のノンパラメトリック手法
- ブートストラップ法
- ノンパラメトリック回帰（英語版）
  - 平滑化スプライン
  - ガウス過程回帰（英語版）
  - カーネル回帰（英語版）
- ノンパラメトリック分類
- ノンパラメトリック密度推定
  - カーネル密度推定
- ノンパラメトリック検定
  - アンダーソン-ダーリング検定 Anderson-Darling test
  - コクランのQ Cochran's Q
  - コーエンのカッパ Cohen's kappa
  - エフロン・ペトロシャンの検定 Efron-Petrosian test
  - フリードマン検定 Friedman two-way analysis of variance by ranks
  - ケンドールの順位相関係数
  - ケンドールの一致度係数 Kendall's W
  - コルモゴロフ-スミルノフ検定
  - クラスカル・ウォリス検定 Kruskal-Wallis one-way analysis of variance by ranks
  - カイパー検定
  - マン・ホイットニーのU検定
  - マクネマー検定 McNemar's test (a special case of the chi-squared test)
  - 中央値検定 median test
  - ピットマンの並べ替え検定 Pitman's permutation test
  - シーゲル・テューキーの検定 Siegel-Tukey test
  - スピアマンの順位相関係数
  - スチューデント・ニューマン・クールズの検定 Student-Newman-Keuls test
  - ワルド・ウォルフォヴィッツ検定 Wald-Wolfowitz runs test
  - ウィルコクソンの符号順位検定

## ソフトウェア
- R言語 - 各種のノンパラメトリック検定を含む統計解析ができるフリーの統計環境。
- js-STAR[3] - フリーの分散分析ツールであるが、χ2検定や直接確率計算、Q検定なども行うことができる。
- Excel NAG統計解析アドイン[4] - Microsoft Excelにノンパラメトリック統計関数を追加する。